# 诺基亚Lumia 830
诺基亚Lumia 830是一款由微軟移動開發的Windows Phone 8.1智能手機。也是最后一台诺基亚品牌的Lumia手机。

## 硬件
诺基亚 Lumia 830在外观上拥有金属外框，和一个可拆卸的聚碳酸酯后盖——其配色包含黑、白，以及橙、绿这两个鲜艳的颜色。

### 配置
诺基亚 Lumia 830 使用 MSM8926 SoC，这款SoC搭载四核 1.2GHz ARM Cortex-A7构架的CPU，以及一个 Adreno 305 显示芯片。该手机内存大小为1GB，内置存储器容量为16 GB，用户可以使用Micro-SD卡将ROM扩展最高128GB。

### 显示
诺基亚 Lumia 830 拥有一个 5英寸的IPS LCD显示屏，分辨率为1280x720p（16:9），并使用了诺基亚的悦幕 (ClearBlack)技术来使手机的显示效果更好，且屏幕外层玻璃使用了弧面的第三代大猩猩玻璃。

### 相机
诺基亚 Lumia 830 搭载了一个 10MP、尺寸为1/3.4英寸的背照式CMOS，其单个像素尺寸为1.12微米。镜头则是使用了经过卡尔蔡司认证的镜头，镜头由6片镜片组成，光圈为f/2.2。其他方面，Lumia 830有一个单LED补光灯，还有一个双段式快门按钮。录像方面，其后置摄像头支持1080p视频的录制。诺基亚 Lumia 830 的前置摄像头为广角的0.9MP摄像头，光圈大小为f/2.4，并且支持录制720p的视频。

### 网络与连接
诺基亚 Lumia 830支持4G LTE网络，下行最快速度可达到150 Mb/s。而且还支持Wi-Fi 802.11a/b/g/n协议，Wi-Fi热点，NFC，蓝牙4.0等功能。机身上则拥有一个用于充电和数据传输的Micro-USB 2.0接口，同样它也拥有一个3.5 mm ahj 接口。

### 其他
诺基亚 Lumia 830支持Qi标准的内置无线充电。诺基亚 Lumia 830搭载了很多传感器，例如光线传感器，磁力计，陀螺仪，加速度传感器，还有基于高通传感器技术的运动数据跟踪系统. 由于硬件的限制，很遗憾的是Lumia 830不能支持“你好，小娜”这项功能。

## 软件
诺基亚 Lumia 830 搭载了 Windows Phone 8.1 操作系统以及只有Lumia独占的Lumia Denim固件。Lumia Denim固件升级增加了新版Lumia 专业拍摄 5.0，并支持HDR拍摄功能，时刻捕捉功能。

## 外部連結
- Official page（页面存档备份，存于）